# 米塚義定
米塚 義定（よねづか よしさだ、1937年5月19日 - 2014年10月18日）は日本及びアメリカの柔道家。柔道の段位は講道館9段で、空手道でも8段を所有している。アメリカでは“ヨネ”として知られた。

## 経歴
青森県北津軽郡武田村（のちの中泊町）出身。
小さい頃は相撲や陸上競技に取り組んでいた。武田中学校を卒業後、五所川原高校に入学してから柔道を始め、受け身の練習を始めてから2年後の高校3年次には青森県代表として国体出場を果たした。日本大学に進学すると、4年間の学生生活で引き分けはあっても負け試合は1度もなく、副主将を務めて全日本学生柔道優勝大会などで活躍した。
1960年に大学を卒業後、ニューヨーク州柔道協会に招聘されてアメリカで柔道指導にあたる事になった。現地ではJudo Inc.,New Yorkを皮切りに域内の道場で指導を行い、技術面だけでなく礼節を重んじる講道館柔道の精神を説いた。この頃には東京五輪中量級銅メダリストで全米チャンピオンでもあるジェームズ・ブレグマンを破るなどした。
1962年には陸軍士官学校の柔道指導員に就任する傍ら、ニュージャージー州にクランフォード柔道・空手センターを開設し、教え子に後のモントリオール五輪銅メダリストアレン・コージ、1995年世界相撲選手権大会無差別級王者エマニュエル・ヤーブローなど。一方でアメリカ柔道連盟からは、柔道指導で生計を立てるためにレスラー、ボクサー、柔術家などとの異種格闘技戦を行っていた事がプロ活動と見なされて、以降の公式戦には出場する事ができなくなった。
1966年にアメリカン柔友会を設立。1970年には柔道のマスターズ大会への出場を認められ、以降5年連続でチャンピオンになった。1980年にはアメリカ代表チームのコーチに就任し、監督として参加した1984年のロサンゼルス五輪では86kg級のロバート・バーランドが銀メダルを獲得、1987年の世界選手権71kg級では、自身の道場出身で全米大会5回優勝のマイク・スウェインをアメリカ史上初の世界チャンピオンへ導いた。1988年のソウル五輪では60kg級のケビン・アサノが銀メダル、71kg級のマイク・スウェインが銅メダルを獲得する事となり、2度の五輪と3度の世界選手権を率いた実績などから1988年にはアメリカ柔道連盟の会長の就任して1992年までの2期（4年）これを務めた。1990年の第4回嘉納治五郎杯では海外日本人指導者として全日本柔道連盟より表彰され、1993年にはアメリカ柔道連盟殿堂入りやヘンリー・ストーン賞を受賞。一方で1996年からは郷里・中泊町での自身の名を冠した「米塚義定杯争奪柔道大会」を主催し、2000年には全日本柔道連盟国際委員会在外委員へ就任するなど、日米の垣根を越えて柔道振興のために奔走した。
なお、学生時代には講道館での乱取を終えた後に、久高幸利が創設した少林寺流拳行館空手道を習っていた。1967年にはクランフォード柔道・空手センターに韓国からキム・キチョンを呼び寄せたためテコンドーと接する事にもなった。1980年代には谷派糸東流空手道の指導者を招いた。自らの空手はこの3つを組み合わせたものだが、型は糸東流のものだという。さらに相撲普及にも取り組んで、アメリカ相撲連盟会長になるのみならず、国際相撲連盟副会長やアメリカ相撲連盟会長にも就任して、相撲の普及にも尽力した。
これら長年の功績から、2009年には旭日小綬章を受勲。
2013年末に難病の骨髄異形成症候群と診断され、その後も柔道指導と自身の治療を並行して続けたが、2014年10月18日にハッケンサックの大学病院にて死去した。77歳没。
10月21日に執り行われた告別式には教え子や柔道協会関係者1,000名以上の参列者が駆け付け、氏の柔道普及への功績の大きさを表すものとなった。

## 家族
息子であるニック米塚は1980年モスクワオリンピック78kg級のアメリカ柔道代表であり（アメリカがオリンピックをボイコットしたため出場することはできなかった）、孫であるジャック米塚は2024年パリオリンピック73kg級のアメリカ柔道代表である。

## 書籍
- 「武士道アメリカを往く｣ 恒文社　2003年　ISBN　9784770410979